# أوليفر بيرن (عالم رياضيات)

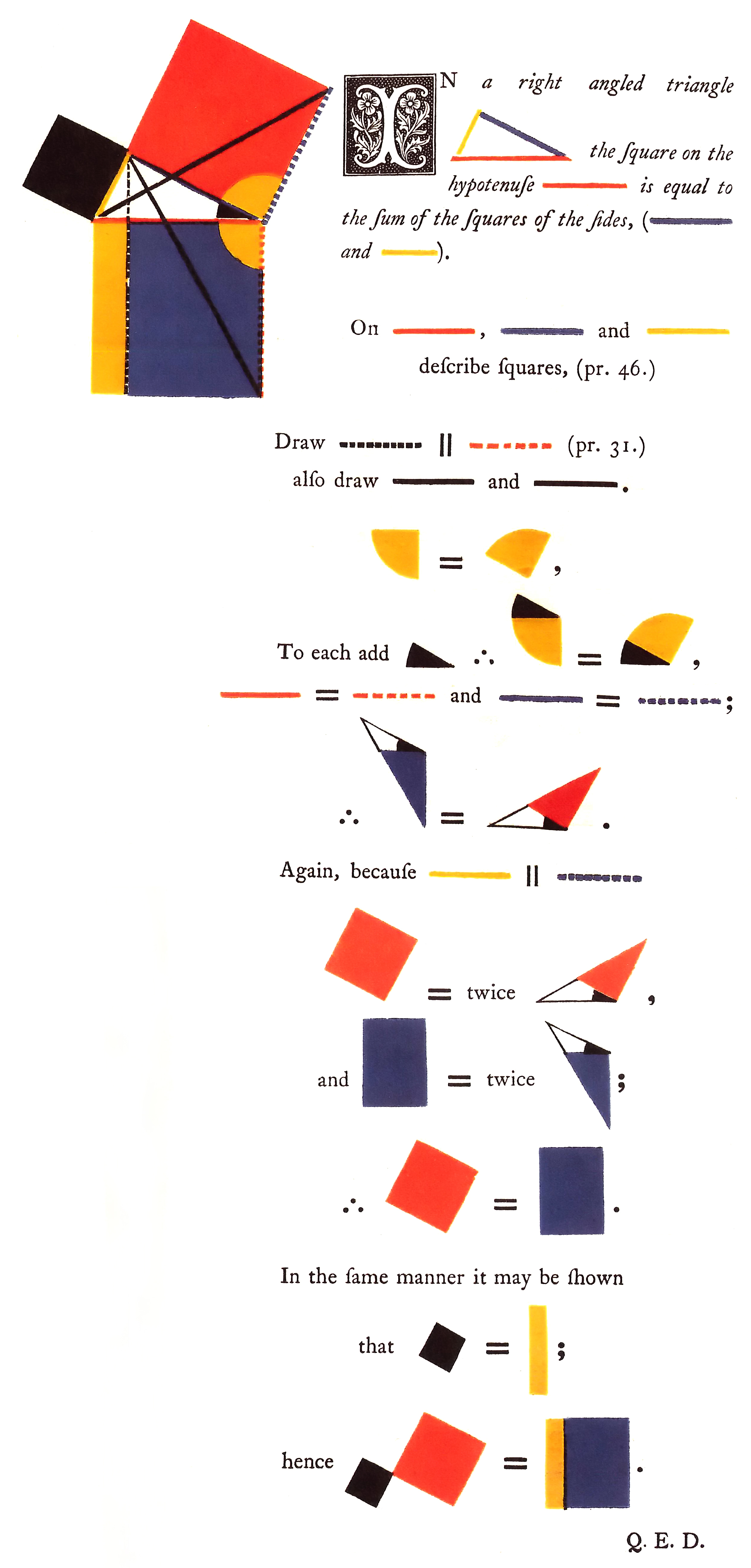
برهان على نظرية فيثاغورس في كتاب بيرن عناصر إقليدس.

أوليفر بيرن (بالإنجليزية: Oliver Byrne) (31 يوليو 1810-9 ديسمبر 1880) كان مهندس مدني وكاتب في مواضيع الرياضيات والهندسة، ومن أشهر كتبه ترجمة كتاب الأصول لإقليدس، واستخدامه لغة الألوان لكي يسهل فهمها.

## الحياة
ولا يعرف سوى القليل جدا عن السيرة الذاتية لأوليفر بيرن وخصوصا تعليمه. في عام 1847 تم تعيينه استاذا للرياضيات في كلية الهندسة المدنية المعينين في بوتني، ساري، إنجلترا.

## وصلات خارجية
- أعمال أو نبذة عن أوليفر بيرن على أرشيف الإنترنت